# 台鐵R150型柴電機車
臺鐵R150型柴電機車，是臺灣鐵路公司所擁有的幹線用大型柴電機車。

## 概要
時屆1973年，臺灣鐵路管理局為更加提升柴電機車的運能，於是再度向美國易安迪公司進口20輛柴電機車，即是R150型，編號為R151－170號，原廠形式為EMD G22CU型，同年10月31日起開始分批運抵台後，加入營運行列。
1982年時，為了配合北迴線完工及花東線拓寬計畫完成後之運輸需求，於是台鐵再度購入了5輛柴電機車，編號為R171－175號。此5輛車之外觀與第一批20輛的R150型稍有不同，但其差別不大，且機電規格亦無太大的變動。所以這5輛車應不致於自成一種形式。

## 外觀設計

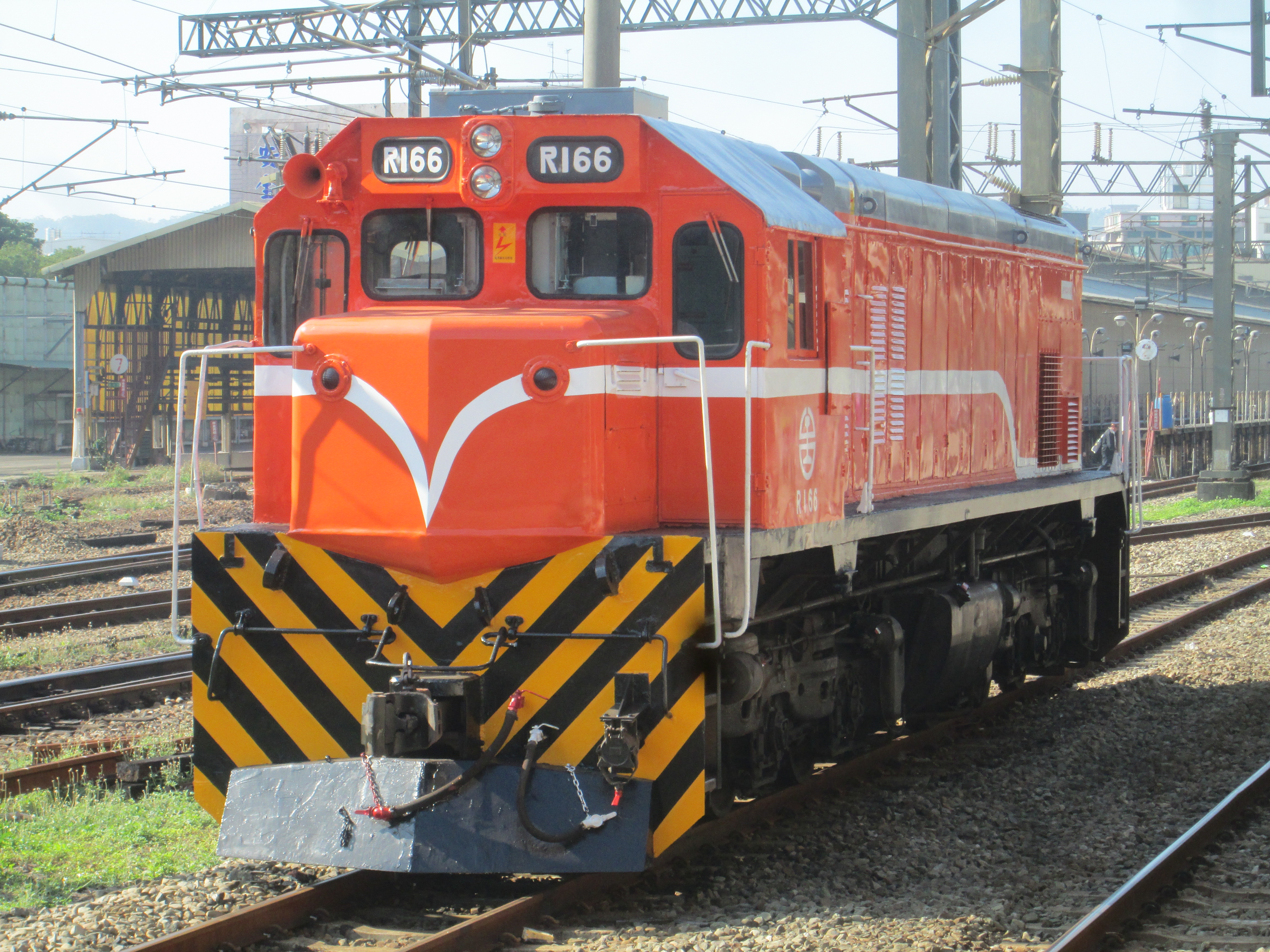
首批R150型柴電機車(R166)

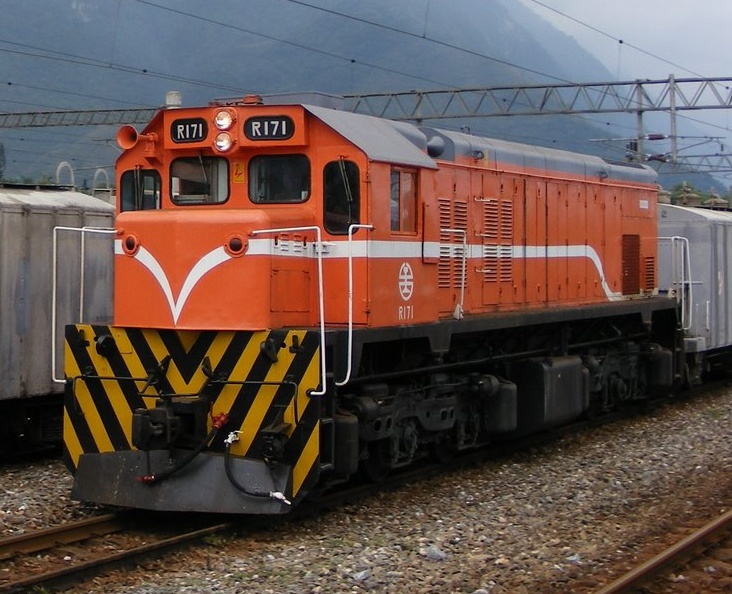
第二批R150型柴電機車(R171)，外型與首批稍有差異

本型車之外觀設計均與R100型類似，採用低前端罩之設計，並設置有4片之駕駛窗，使駕駛視野更加良好；而在引擎後端之長端罩部分，本型車基本構形也與R100型相同。然而在細節上，R150型仍與R100型有所差異，包含其走道側板變薄、電氣室進氣口數量與位置有所不同，其油箱長度亦較短。
而1973年所購入的R151~170號與1982年所購入的R171~175號，其基本之構形相同，但兩者在短端罩下方修飾有所不同，R171~175號採用較為小型的倒三角型設計，有別於R151~170號的倒三角形形式；而在油箱設計上，R171~175號則採用較為方正的設計，與R151~170號的圓弧形不同。除此之外，這兩者的ATP感應天線位置有有所不同，前者裝設於前端排障器與轉向架中間，後者則是設置在油箱與後端轉向架間。
至於在塗裝設計上，R150型塗裝方式承襲自R100型，其中R151~170號原裝時採用海軍藍塗色，直到電氣化後才變更為目前的橘色至今。相較之下，1982年購入的R171~175號則是自原裝時期即採用橘色塗裝，也是台鐵第一批原廠即為橘色塗裝的柴油機車。

## 構造及設備

### 工作原理
本型車與R100型相同，為透過柴油引擎帶動主發電機後供給電力給予於轉向架的牽引馬達使車輛運行，因此主要設備組件上可區分成引擎及電氣設備兩大部分。

### 引擎設計
在引擎設計上R150型同樣使用二行程V型12缸的GM 12-645E型柴油引擎，連續出力可達1,650HP/900rpm。

### 電氣設備（馬達及控制設備）
本型車在主發電機設計上，為節省成本，因此採用容量較小的D25P型主發電機。而為了不使加速時牽引馬達產生的反電壓超過主發電機可承受的程度，因此本型車在電氣變速設計上較為複雜，其中R151~170號機車在進變速時必需要經過3次小變速減弱磁場後，再將原兩串聯三並聯的馬達電路，切換成六具馬達完全並聯（1次大變速），之後再經過3次小變速，才能達到最高速度；相較之下，R171~175號的進變速方式則較為單純，僅需一次小變速、一次大變速及一次小變速即可達到最高速度。本型車設計最高速度可達110km/hr，最大牽引力則為19,650kgw，相較於R100型其牽引力更為強大。

### 軔機設備
本型車同樣裝用西屋（WABCO）26LA型空氣軔機。司軔閥設計上分為單獨閥（僅操作機車頭軔機）與自動閥（控制全編組列車軔機）分開操控之設計。主風泵（空氣壓縮機）設於引擎室，由引擎透過聯軸器帶動。另外本型車因應最高車速提升與動輪配置的改變，因此在基礎軔機設備上也有所調整，於每一個轉向架增設一組軔缸（共4具軔缸），以提升制軔能力，增加安全性。

### 轉向架
因當時台鐵的幹線逐步完成重軌化，因此本型車的轉向架動軸配置由先前的中央配有惰輪的A1A-A1A變更為六軸全動輪的CO-CO，在牽引馬達配置上單一轉向架由2具變更為3具D29型直流串激牽引馬達，單機車則配置有6具牽引馬達，使得牽引力更加提升。

## 使用情況

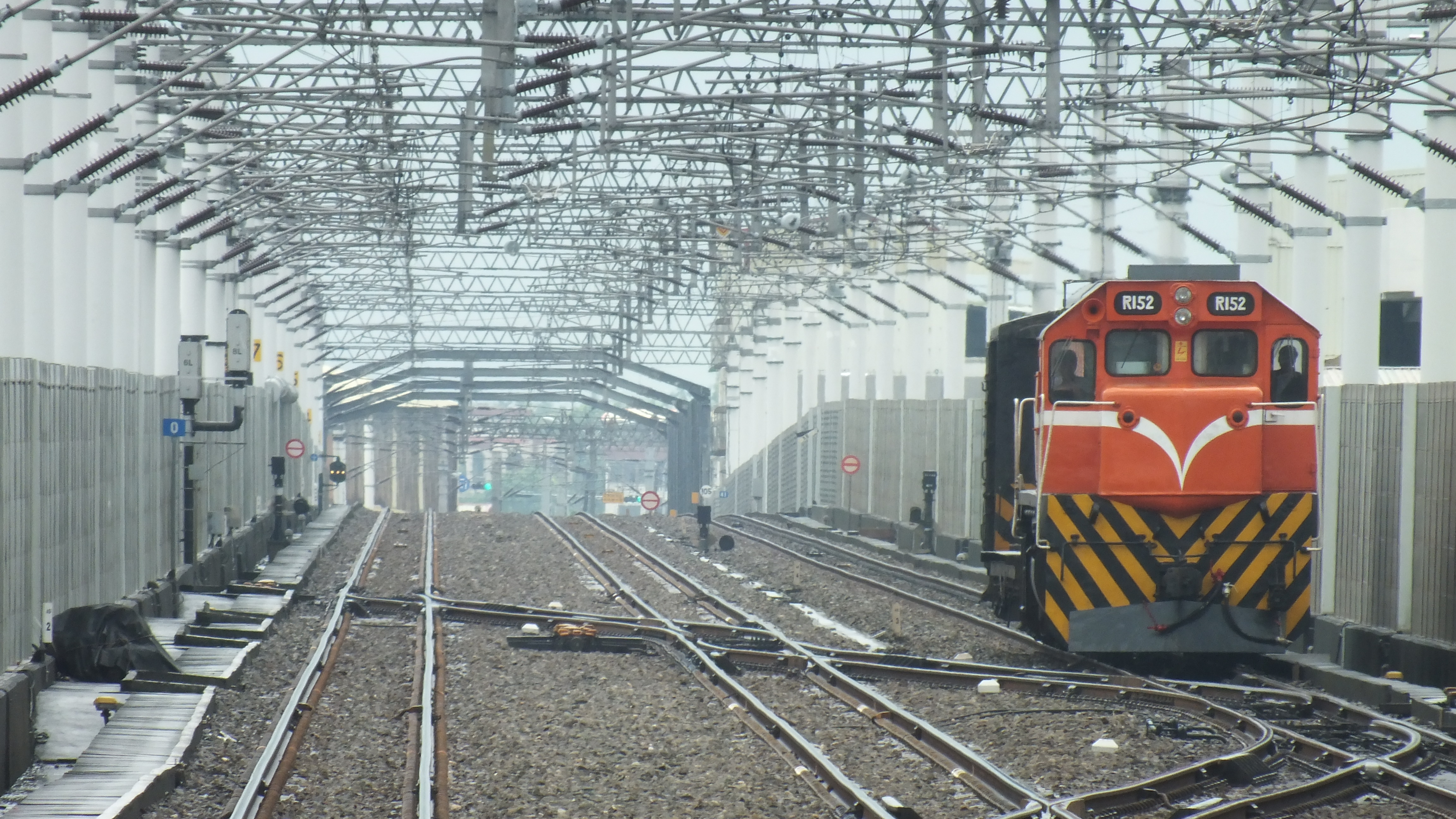
牽引7802次貨物列車的R152